# Hochfernerspitze
Hochfernerspitze (wł. Cima Grava) – szczyt w Alpach Zillertalskich, w Alpach Wschodnich. Leży w północnych Włoszech (Trydent-Górna Adyga), na północny wschód od Hochfeiler, w tym samym grzbiecie, w którym wyróżniają się jeszcze: Hoher Weißzint, Vordere Weißspitze, Hintere Weißspitze, Großer Möseler oraz Breitnock.
Pierwszego wejścia w 1875 r. dokonali Victor Hecht i J. Maierhofer.